# Österreichische Heideschnecke
Die Österreichische Heideschnecke (Helicopsis austriaca, Syn.: Helicopsis striata austriaca) galt bis vor wenigen Jahren als eine Unterart der Gestreiften Heideschnecke.
Edmund Gittenberger untersuchte und beschrieb die Österreichische Heideschnecke 1969 als eigene Art unter dem Namen Helicopsis austriaca.  Nach Kerney et al.  und Reischütz (1998) war sie aber vorübergehend als Unterart von Helicopsis striata eingestuft, hieß also Helicopsis striata austriaca, mittlerweile gilt sie wieder als eigene Art.
Durch ihr nur etwa 20 Quadratkilometer kleines Gesamtareal im südöstlichen Niederösterreich (Steinfeld im südlichen Wiener Becken) nimmt Helicopsis austriaca eine besondere Stellung innerhalb der Unterarten ein.

## Lebensräume und Biologie
Ebenso wie Helicopsis striata striata ist auch die Art Helicopsis austriaca ein charakteristischer Steppenbewohner. Der Großteil der Vorkommen liegt in wahrscheinlich primären, spärlich bewachsenen und lückigen Trockenrasen (Sauberer & Bieringer 2001, Sauberer & Buchner 2001). Sie ist nur mit wenigen anderen Schneckenarten vergesellschaftet, was auf die generell geringe Artenzahl der Trockenrasen im Areal zurückzuführen ist. Regelmäßig wurde sie gemeinsam mit Cepaea vindobonensis, Cochlicopa lubrica, Deroceras sp., Granaria frumentum und Xerolenta obvia beobachtet. Im selben Lebensraum treten außerdem gelegentlich Pupilla muscorum und Zebrina detrita auf. Über die Biologie der Art ist nur wenig bekannt.

## Gefährdung
Frank & Reischütz (1994) stufen die Österreichische Heideschnecke aufgrund der wenigen heute noch bestehenden Reliktvorkommen und des kleinen Areals als vom Aussterben bedroht ein. Lebensraumzerstörung hat in der Vergangenheit einen drastischen Rückgang der verursacht, Umwandlung von Trockenrasen in Äcker, Aufforstung, Verbauung und Schottergewinnung haben wohl bisher zu einem Verlust von 70 – 90 % des Gesamtareals geführt (Bieringer 2001).
Der Grund für die aktuell hochgradige Gefährdung der wenigen heute noch bestehenden Vorkommen ist darin zu sehen, dass die Trockenrasen heute keine optimalen Lebensbedingungen mehr bieten. Die zu dichte Vegetation ist dabei wahrscheinlich der entscheidende Faktor. Diese geht auf die Veränderungen der Trockenrasen seit den 1960er Jahren zurück.
Traditionell wurden die Flächen (jahrhundertelang) als Hutweiden genutzt und offen gehalten, die Beweidung erlosch in den 1960ern praktisch vollständig. Zudem erfolgen seit den 1960er Jahren steigende Einträge von Stickstoffverbindungen aus der Luft (v. a. aus Abgasen aus dem Kfz-Verkehr), durch dessen Düngewirkung die Trockenrasen üppiger wachsen. Auch Niederschlagsmengen, die seit vielen Jahren über dem langjährigen Mittel liegen könnten beteiligt sein.

## Schutz
Aufgrund der Aufnahme der Österreichischen Heideschnecke als prioritäre Art in den Anhang II der Fauna-Flora-Habitat-Richtlinie der EU besteht für Österreich die rechtlich bindende Verpflichtung, konkrete Schutzmaßnahmen zu ergreifen. In Niederösterreich ist sie vollkommen geschützt, es wurde ein Management von einzelnen Trockenrasen durch Beweidung mit Pferden, Schafen und Rindern installiert.
Sogar in die österreichische Tagespolitik gelangte die Art 2011, als dem zuständigen General Edmund Entacher von Verteidigungsminister Norbert Darabos im Rahmen der Dienstenthebung u. a. vorgeworfen wurde, die Erhaltung der Schneckenpopulationen in einem militärischen Sperrgebiet vernachlässigt zu haben.